# 三重県道151号度会大宮線
三重県道151号度会大宮線（みえけんどう151ごう わたらいおおみやせん）は、三重県度会郡度会町から度会郡大紀町に至る一般県道である。

## 概要
度会郡度会町南中村から度会郡大紀町永会（えいかい）に至る。両町の境に藤越という峠がある。元は林道である。

### 路線データ
- 起点：三重県度会郡度会町南中村（字島垣外434番の2[3]：三重県道22号伊勢南島線交点）
- 終点：三重県度会郡大紀町永会（字久保2896番の1地先[3]：三重県道46号南島大宮大台線交点）
- 総延長：13.147 km

## 歴史
- 1995年（平成7年）4月1日 - 路線認定・供用開始[1][3]。

## 路線状況

### 交通量
平成17年度交通量
| 地点             | 調査時間 | 交通量 | 交通量 |
| 地点             | 調査時間 | 平日   | 休日   |
| ---------------- | -------- | ------ | ------ |
| 度会郡度会町川上 | 24時間   | 254台  | 235台  |
| 度会郡度会町川上 | 12時間   | 197台  | 194台  |

## 地理

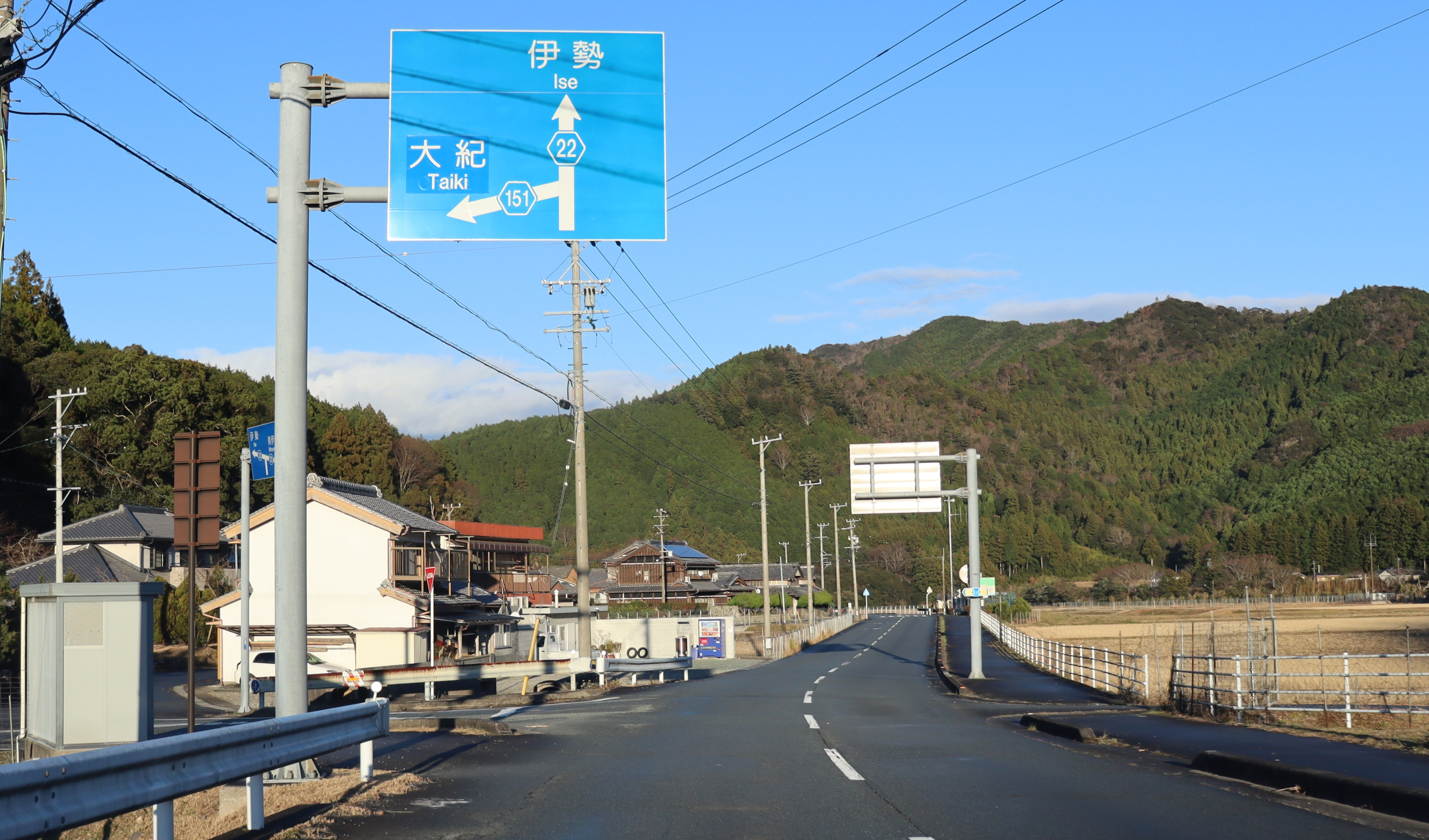
起点となる三重県道22号伊勢南島線との交差点
度会郡度会町南中村

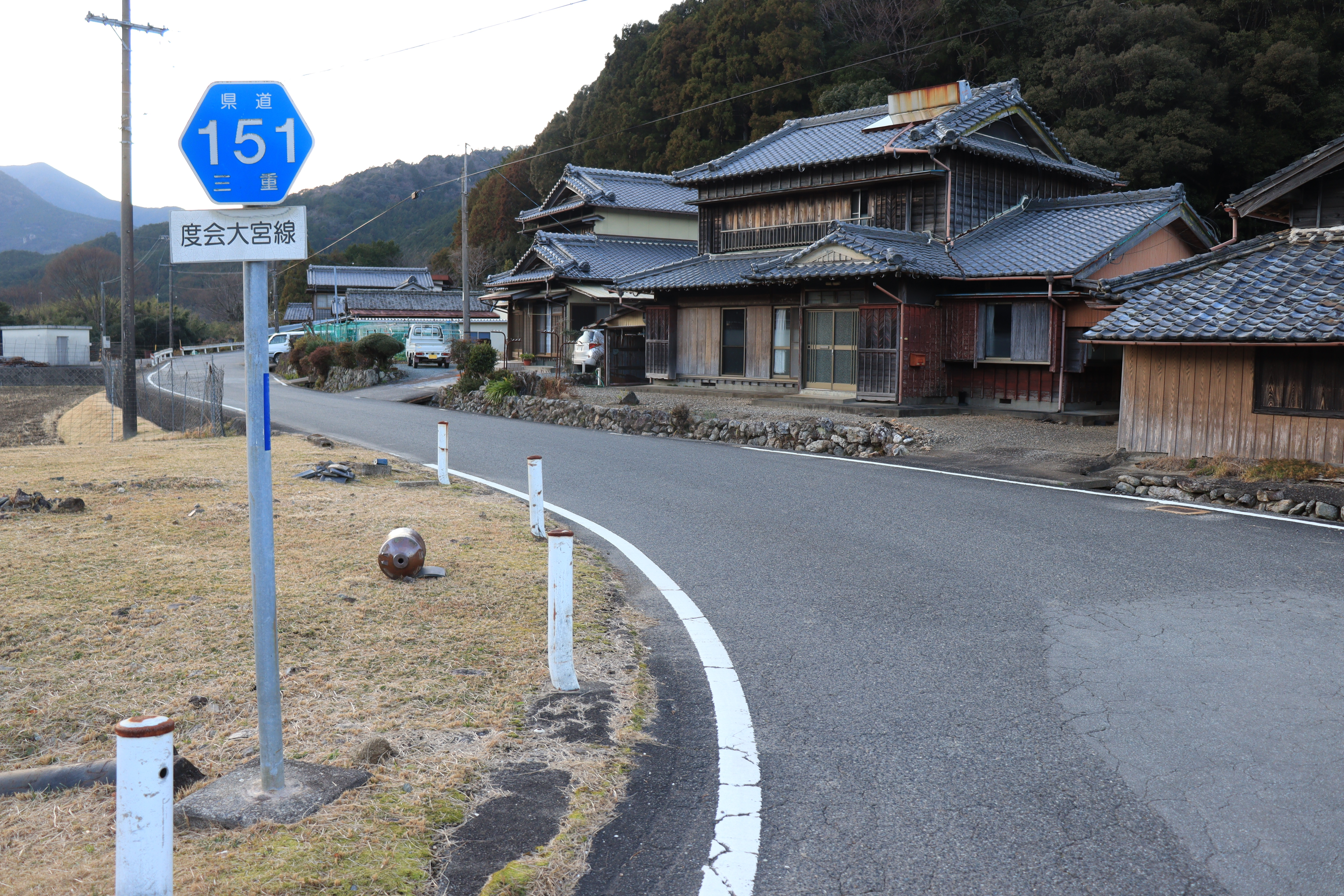
三重県道151号度会大宮線
度会郡度会町南中村

### 通過する自治体
- 三重県
  - 度会郡度会町 - 度会郡大紀町

### 交差する道路
| 交差する道路               | 市町村名 | 市町村名 | 交差する場所     | 交差する場所 |
| -------------------------- | -------- | -------- | ---------------- | ------------ |
| 三重県道22号伊勢南島線     | 度会郡   | 度会町   | 南中村           | 起点         |
| 三重県道46号南島大宮大台線 | 度会郡   | 大紀町   | 永会（えいかい） | 終点         |

### 沿線
沿線には小さな山あいの集落が見られるほかは、森林や田が広がっている。接続する路線には三重交通の路線バスが運行されており、特に終点側には「藤木屋」という路線バスの終点となるバス停留所がある。
- 一之瀬川 - 宮川支流
- 法往寺
- 観音寺

### 峠
- 藤越（度会郡度会町 - 度会郡大紀町）